# Project Blue Book
Project Blue Book es una serie de televisión estadounidense de drama histórico estrenada el 8 de enero de 2019 en History, basada en el Proyecto Libro Azul.

## Sinopsis
El Dr. J. Allen Hynek es un brillante profesor universitario de astrofísica reclutado por la Fuerza Aérea de los Estados Unidos para encabezar una operación clandestina que investigó miles de casos de avistamientos de ovnis, muchos de los cuales nunca se resolvieron. Cada episodio se basa en los archivos reales, combinando teorías de ovnis con eventos históricos auténticos de una de las épocas más misteriosas de la historia de Estados Unidos.

## Reparto

### Principales
- Aidan Gillen como el Dr. J. Allen Hynek
- Michael Malarkey como el Capitán Michael Quinn
- Laura Mennell como Mimi Hynek
- Ksenia Solo como Susie Miller
- Michael Harney como el General Hugh Valentine
- Neal McDonough como el General James Harding

### Recurrentes
- Robert John Burke como William Fairchild
- Ian Tracey como "The Fixer", también conocido como "The Man in the Hat" (más tarde se reveló que era uno de los Hombres de Negro), un hombre misterioso que sigue al Dr. Hynek.
- Matt O'Leary como el teniente Henry Fuller
- Nicholas Holmes como Joel Hynek
- Currie Graham como el esposo de Susie Miller
- Jill Morrison como Faye
- Hayley McLaughlin como Rebecca[2] ( 2 episodios)

### Personajes históricos
- Adam Greydon Reid como Donald Keyhoe, un escritor estadounidense e investigador de ovnis. Keyhoe fue ampliamente considerado como el líder en el campo de la UFOlogía en la década de 1950 y desde principios hasta mediados de la de 1960, aparece en el episodio titulado "Operación Paperclip".
- Thomas Kretschmann como Wernher von Braun, un ingeniero aeroespacial germano-estadounidense. Von Braun fue la figura principal en el desarrollo de la tecnología de cohetes en la Alemania nazi, antes de venir a los Estados Unidos para desarrollar cohetes para la NASA, aparece en el episodio "Operación Paperclip".
- Bob Gunton como el presidente Harry S. Truman, 33º presidente de los Estados Unidos, que aparece en el episodio "The Washington Merry-Go Round".[3]
- Caspar Phillipson como el senador John F. Kennedy, aparece en la segunda temporada.[4]

## Episodios
| N.º | Título                          | Dirigido por     | Escrito por                     | Fecha de emisión original | Audiencia (millones) |
| --- | ------------------------------- | ---------------- | ------------------------------- | ------------------------- | -------------------- |
| 1 | «The Fuller Dogfight»           | Robert Stromberg | David O'Leary                   | 8 de enero de 2019        | 2.27                 |
| En 1952, el Dr. J. Allen Hynek se une al Proyecto Libro Azul, una investigación sobre ovnis realizada por la Fuerza Aérea de los Estados Unidos, en colaboración con el Capitán Michael Quinn para investigar lo que sucedió después de que un piloto, Henry Fuller, afirma haberse metido en un combate aéreo con una nave alienígena en Fargo. Los dos viajan a Fargo para hablar con Fuller y mirar su avión. Mientras tanto, la esposa de Allen, Mimi, hace una nueva amiga mientras sale de compras, Susie Miller. Los dos concluyen inicialmente que Fuller vio un globo meteorológico, aunque Hynek comienza a dudar de la veracidad de esta solución. Quinn lleva a Hynek para demostrar que está equivocado y para recrear el vuelo de Fuller, que termina en los dos chocando en un campo, donde Hynek ve una figura misteriosa que desaparece. Hynek tiene una conversación problemática con Fuller en el hospital. Más tarde, mientras se dirige a casa, lo sigue un misterioso automóvil negro, que luego sigue hasta un recinto ferial abandonado, que parece estar ocultando algún tipo de instalación secreta. Susie parece estar siguiendo a los Hynek, mientras que Fuller es sacado del hospital por la fuerza. |                                 |                  |                                 |                           |                      |
| 2 | «The Flatwoods Monster»         | Robert Stromberg | Sean Jablonski                  | 15 de enero de 2019       | 1.88                 |
| 3 | «The Lubbock Lights»            | Pete Travis      | Harley Peyton                   | 22 de enero de 2019       | 1.95                 |
| 4 | «Operation Paperclip»           | Pete Travis      | David O'Leary y Thania St. John | 29 de enero de 2019       | 1.71                 |
| 5 | «Foo Fighters»                  | Norma Bailey     | David O'Leary y Emily Brochin   | 5 de febrero de 2019      | 1.39                 |
| 6 | «The Green Fireballs»           | Norma Bailey     | Harley Peyton                   | 12 de febrero de 2019     | 1.66                 |
| 7 | «The Scoutmaster»               | Thomas Carter    | Aaron Rapke y Stewart Kaye      | 19 de febrero de 2019     | 1.31                 |
| 8 | «War Games»                     | Thomas Carter    | Thania St. John                 | 26 de febrero de 2019     | 1.45                 |
| 9 | «Abduction»                     | Alex Graves      | Sean Jablonski                  | 5 de marzo de 2019        | 1.51                 |
| 10 | «The Washington Merry-Go Round» | Alex Graves      | David O'Leary                   | 12 de marzo de 2019       | 1.55                 |

## Producción

### Desarrollo
El 6 de octubre de 2016, se anunció que History desarrollaría una serie de televisión creada y escrita por David O'Leary titulada Blue Book y basada en los fenómenos ovnis ocurridos entre 1947 y 1970. Además se anunció que Robert Zemeckis, Jack Rapke y Jackie Levine se desempeñarían como productores ejecutivos. El 25 de mayo de 2017, se anunció que History había ordenado una primera temporada de diez episodios. El 26 de octubre de 2017, se anunció que Robert Stromberg dirigiría los dos primeros episodios, que Sean Jablonski sería el showrunner, productor ejecutivo y guionista y que O'Leary sería el coproductor ejecutivo. El 9 de julio de 2018, se anunció que la serie se había retitulado Project Blue Book. El 5 de octubre de 2018, se anunció que la serie se estrenaría el 8 de enero de 2019. Además, se informó que Barry Jossen y Arturo Interian también se desempeñarían como productores ejecutivos. El 10 de febrero de 2019, la serie fue renovada para una segunda temporada de diez episodios. En mayo de 2020, se anunció que la serie había sido cancelada después de dos temporadas y 20 episodios.

### Casting
El 26 de octubre de 2017, se anunció que Aidan Gillen había sido elegido en el papel principal. En noviembre de 2017, se anunció que Laura Mennell, Michael Harney y Ksenia Solo habían sido elegidos en papeles principales. El 8 de diciembre de 2017, se anunció que Michael Malarkey había sido elegido en el papel principal. En julio de 2019, se anunció que Keir O'Donnell y Jerod Haynes habían sido elegidos en papeles recurrentes para la segunda temporada.

### Rodaje
La fotografía principal de la primera temporada tuvo lugar entre el 6 de diciembre de 2017 y el 24 de abril de 2018 en Vancouver, Columbia Británica, Canadá.

## Lanzamiento
En julio de 2018, en la Convención Internacional de Cómics de San Diego, se presentó un cómic titulado Project Blue Book - Case #1972, inspirado en la serie, junto con un adelanto de la serie.

## Recepción
En Rotten Tomatoes, la serie tiene una calificación de aprobación del 65%, basada en 17 reseñas, con una promedio de 6.6/10. El consenso crítico del sitio web dice: «Project Blue Book probablemente intrigará a los fanáticos de lo paranormal con su adaptación flexible de fenómenos históricamente inexplicables, pero esta serie abotonada carece del entusiasmo narrativo para atraer más allá de los verdaderos creyentes». En Metacritic, que utiliza un promedio ponderado, se le asignó un puntaje de 56 de 100, basado en 10 reseñas, lo que indica «críticas mixtas».
El crítico Robert Sheaffer, al observar los primeros cuatro episodios, señaló numerosas imprecisiones históricas y «falsedades», algunas de las cuales caracteriza como «absurdas». Preocupado por la confusión de los espectadores, concluye que «...la serie hace referencia a personas reales por sus nombres reales, un programa gubernamental real e incidentes reales. Luego mezcla detalles absurdos e inventados, mientras afirma que se basa en hechos reales».